# Plutocracia

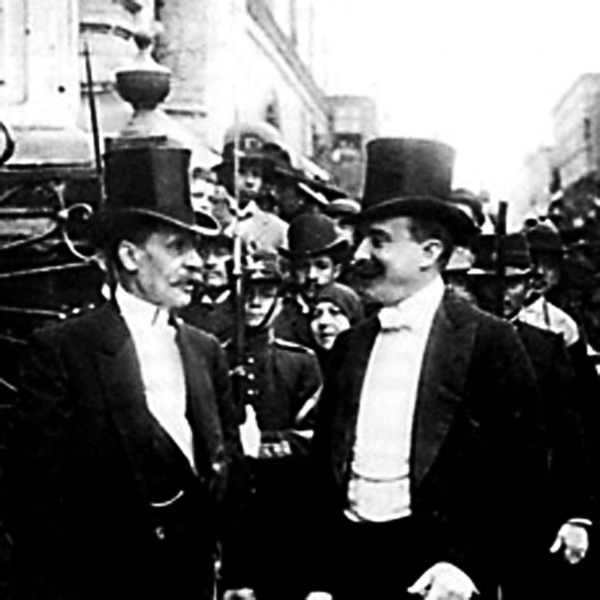
José Pardo Barreda y Manuel Candamo, dos de los principales miembros de Los veinticuatro amigos, un grupo de oligarquía que gobernó Perú durante la época aristocrática.

Plutocracia (del Griego , ploutos 'riqueza' y kratos 'poder') es una forma de oligarquía en la que una sociedad está gobernada o controlada por la minoría formada por sus miembros más acaudalados. El primer uso conocido del término se debe a Jenofonte. Al contrario que otros sistemas como la democracia, el capitalismo, el socialismo o el anarquismo, la plutocracia no está fundamentada en ninguna teoría de filosofía política. El concepto es habitualmente empleado en un sentido peyorativo, para prevenir de los riesgos de un sistema de gobierno excesivamente influido por los estratos más acaudalados de una sociedad. En ese sentido, la plutocracia se presenta como una síntesis crítica que se hace a la democracia, el sufragio universal y al parlamentarismo, cuyo funcionamiento puede verse excesivamente distorsionado por los miembros más ricos de una sociedad.

## Concepto
En su visión clásica, la plutocracia suele considerarse un tipo de oligarquía. Esto viene promovido por las experiencias en algunas ciudades-estado de la Grecia clásica (Corinto, Tebas y, en algunas fases de su historia, Atenas), la República Romana de 300 a 146 a. C., la antigua Cartago, o algunas ciudades-estado de Italia medieval (Génova, Venecia y Florencia). En dichos casos, las élites económicas pudieron ejercer un papel desproporcionado o un control absoluto del poder político o social. Además, en muchos casos (Roma, Corinto o Venecia, como ejemplos) las élites limitaban el acceso a la representación política de los habitantes de dichos estados vinculándola a unos requisitos mínimos de riqueza. 
Sin embargo, la plutocracia no debe confundirse por regla general con sistemas donde el ejercicio de la ciudadanía está vinculado a una riqueza mínima. Por ejemplo, en los sufragios censitarios se exige una contribución mínima a las finanzas públicas (censo) para poder votar, pero estos sistemas no son plutocráticos a priori porque las contribuciones no pasan necesariamente a fomentar únicamente los intereses de las clases plutocráticas. Tal era el caso, por ejemplo, del Reino Unido antes de 1828: el sufragio estaba restringido únicamente a ciudadanos con una renta anual mínima, solo conseguían el derecho a voto los ciudadanos de clase alta y clase media con riquezas suficientes, pero las elecciones conducían a un sistema representativo articulado en torno a partidos cuyos objetivos políticos no eran necesariamente los de satisfacer los intereses de los ciudadanos más ricos.
Aunque no de manera exclusiva, la plutocracia suele conformarse en regímenes representativos, cumpliendo las siguientes características generales:
- La representación atiende únicamente a aquellos que le apoyaron, no ateniéndose al mandato de la voluntad general. Los apoyos son las élites económicas, esto es, los plutócratas.
- Existe la posibilidad de que el mandatario sea revocado en cualquier momento por voluntad de los plutócratas.
- Existe la responsabilidad del mandatario ante aquellos que le apoyaron, con obligación de rendir cuentas de su gestión.
- El carácter limitado y explícito de los poderes de los que dispone el mandatario estará sometido a instrucciones vinculantes de los plutócratas.

Se trata pues de un tipo de mandato imperativo y vinculante que establece un nexo de unión inmediata entre los plutócratas y el mandatario. Esta estructura suele aparecer en aquellos sistemas de gobiernos en los que aquellos que ostentan el poder político y legislativo son ordenados por el poder económico.

## Historia
La primera mención histórica del término plutocracia se encuentra en Jenofonte, en referencia a la situación política existente en Atenas previa a las reformas de Solón. Los hippeis (caballeros), dueños de la mayor parte de las tierras y esclavos, habían controlado el proceso político en Atenas, imponiendo medidas destinadas a excluir a las clases bajas del gobierno de la ciudad y gobernando exclusivamente para su beneficio. Sus políticas, que incluían la esclavización de ciudadanos que no pudieran hacer frente a sus deudas, causaron una serie de crisis políticas que culminaron con las reformas de Solón, que garantizaron el voto de todos los ciudadanos independientemente de sus ingresos, límites estrictos para la elección de magistrados e incluso que algunos cargos públicos fueran asignados de forma aleatoria entre los ciudadanos para inhibir los efectos de la plutocracia. De manera similar, entre el 133 a. C. y el 123 a. C. los Gracos protagonizaron una brutal revolución contra la plutocracia de Roma. Jenofonte, y posteriormente otros escritores griegos como Tucídides, veían la plutocracia como una fuente de inestabilidad política, y sus escritos sobre el tema siempre iban encaminados a prevenir la aparición de tal sistema. Sin embargo, para Tucídides la plutocracia nunca aparecería como un sistema político alternativo a la democracia o la aristocracia, sino como una corrupción de tales sistemas, inestable y desvirtuada, y muy ligada a la oligarquía. Particularmente, Tucídides y Jenofonte señalaban que los plutócratas tienden a ignorar los intereses del estado, la responsabilidad social y los problemas políticos, empleando el poder para su propio beneficio. Esto conducía a conflictos sociales, hedonismo y decadencia. Tucídides y Séneca argumentaban que inevitablemente la plutocracia sería abolida en una revolución, llevando a la monarquía.
A lo largo de la historia, pensadores políticos como Winston Churchill, Alexis de Tocqueville, Juan Donoso Cortés o Noam Chomsky han igualmente condenado la plutocracia por centrarse únicamente en los intereses del poder económico, ignorando los intereses de la sociedad y del estado.
En el mundo moderno la plutocracia no suele manifestarse de forma directa como lo hiciera en la antigüedad clásica, donde el gobierno estaba ejercido directamente por los plutócratas. No obstante, la existencia de tendencias plutocráticas en las modernas democracias liberales es un tema habitualmente debatido, y suele manifestarse en la sugerencia de que determinados grupos de presión como pudieran ser grupos empresariales ejercen una influencia desmedida en el proceso político. Esto no debe ser confundido con otras formas de oligarquía que pudieran estar presentes en dichos regímenes. Por ejemplo, el control de los medios de comunicación por parte de unos pocos puede llevar a una distorsión más específica del proceso electoral, de modo que los medios son un elemento vital en unas elecciones (ver oclocracia). Ciertos grupos sostienen que la crítica a la situación del momento o a una agenda concreta tiende a ser ocultada a través de grupos mediáticos para así proteger sus propios intereses. Los partidarios contestan que la libertad de expresión hace posible tanto para las organizaciones lucrativas como para las sin ánimo de lucro debatir estas cuestiones. Argumentan que la cobertura mediática en las democracias simplemente refleja las preferencias del público, y no supone censura.
Marxistas, socialistas y anarquistas sostienen que las democracias liberales son parte integrante del sistema capitalista, además de que se basan en la división en clases sociales y no son plenamente democráticas o participativas. Es una democracia burguesa donde solo los más poderosos mandan. A causa de esto es vista como un sistema desigual que funciona de modo que facilita la explotación económica. Por el contrario, para Vilfredo Pareto la plutocracia dominante no es tanto el gobierno de los hombres de negocios como el gobierno de los políticos expoliadores que apelan al poder público para su beneficio personal. Si la minoría dominante en realidad es un conjunto de grupos cuyos intereses por momentos divergen, la competencia política puede en ciertas circunstancias inducir a los líderes a buscar el apoyo de la mayoría promoviendo los intereses de esta.

### Plutocracia y financiación de partidos
Una forma común de plutocracia hoy día podría venir motivada por la financiación irregular de partidos. Esta puede provocar que en una partitocracia o democracia, alrededor del poder estatal se forme un holding empresarial o fáctico que, tras financiar partidos y medios de comunicación, crea una clientela política, la mayoría de las veces mediante una legislación favoritista.
Según la nomenclatura estadounidense existe en la financiación de partidos hay una distinción relativamente importante en cuanto al tipo de dinero utilizado:
Por un lado el «dinero duro» (hard money), los fondos provenientes de contribuciones reguladas por la Ley Federal de Campañas Electorales (Federal Election Campaign Act) que establece límites a las contribuciones que pueden hacer los individuos, los partidos políticos y los Comités de Acción Política (Political Action Comitees o PACs), que son organizaciones formadas específicamente para recaudar fondos destinados a las campañas. Las corporaciones y los sindicatos no pueden hacer contribuciones directas a los candidatos pero pueden constituir Comités que recaudan contribuciones de sus empleados o asociados. Si bien lo que un Comité de Acción Política puede darle a un candidato de un modo directo para su elección suele estar limitado pero estos Comités pueden gastar una cantidad ilimitada de dinero en aportes que no van directamente al candidato pero se invierten en campañas que abogan en pro —o en contra— de determinados candidatos.
Por otro lado, el «dinero blando» (soft money), que proviene de contribuciones que no están reguladas por la mencionada ley. No hay límite para las contribuciones que cualquier institución puede hacer al Comité Nacional de un partido político. Si bien, teóricamente, este dinero no puede ser empleado para inducir a la ciudadanía a votar a favor —o en contra— de determinado candidato, los partidos políticos eluden de un modo muy sencillo esta restricción con promociones publicitarias que evitan cuidadosamente frases tales como «Vote a...» o «No vote por...», pero realizan demagogia.
Finalmente, hay una categoría adicional de dinero político masivo que es aportado por instituciones tales como, por ejemplo, la Cámara de Comercio, y que se gasta en publicidad específica sobre temas puntuales. Se critica argumentando que incurre en la ficción de suponer que estas campañas no promueven directamente una determinada candidatura pero cualquier político, con tansolo posicionar su discurso en línea con el tema publicitado, se beneficia directamente de la promoción.

## Situación actual
Actualmente intelectuales como el escritor fallecido José Saramago, el politólogo Manuel Bartlett o la profesora Alejandra Salas-Porras hablan de la existencia en varios países de un régimen de plutocracia. Destacamos:
- En México Manuel Bartlett, quien fuera Secretario de Gobernación afirmó: En este punto del tiempo, México es una plutocracia.[22] Actualmente en dicho país la actividad social parece estar condicionada entre el ordenamiento impuesto por Washington y el poder de holdings empresariales que en el ámbito del mercado que exhiben posiciones monopolistas u oligopolistas en algunos segmentos de productos y servicios básicos (teléfonos, cemento (Cemex), cerveza (Grupo Modelo), harina) o son grandes accionistas de medios de comunicación (Azcárraga y Televisa, que acaparan un 70% de la audiencia de televisión, prensa y radio en dicho país).[23][24]

- En Estados Unidos algunos economistas como Paul Krugman, ganador del Premio Nobel de Economía, han denunciado la supuesta existencia de dicho régimen.[25] La Reforma de la Financiación de Campañas, que se lleva a cabo en Estados Unidos, es un intento por corregir estos problemas aunque existen dentro de los propios defensores del proyecto numerosos disidentes en cuanto al texto redactado. Marty Jezer, miembro fundador del Working Group on Electoral Democracy de Estados Unidos, ha estado promoviendo enérgicamente una intensa campaña al respecto afirmando:[26]

El dinero es el mayor determinante de la influencia y del éxito político. El dinero determina qué candidatos estarán en condiciones de impulsar campañas efectivas e influencia cuales candidatos ganarán los puestos electivos. El dinero también determina los parámetros del debate público: qué cuestiones se pondrán sobre el tapete, en qué marco aparecerán, y cómo se diseñará la legislación. El dinero permite que ricos y poderosos grupos de interés influencien las elecciones y dominen el proceso legislativo.
Marty Jezer, "Money in Elections", artículo del Washington Times, 2005.

Es notorio como aquellas empresas que tienen intereses especiales en determinadas cuestiones legislativas aportaron gruesas sumas de dinero en la campaña. Sin embargo, el economista estadounidense Steven Levitt y el periodista Stephen J. Dubner afirman en su libro Freakonomics que los gastos de campaña no son garantía de éxito electoral:

Un candidato ganador puede reducir sus gastos en la mitad y perder solamente el 1% de sus votos. Mientras tanto, un candidato perdedor que doble sus gastos puede esperar un aumento de sus votos en ese mismo 1%.
Steven Levitt y Stephen J. Dubner, Freakonomics, 2005.

- En España se especula sobre la influencia del Grupo Prisa[28][29] (El País, Cadena Ser, Cuatro, Los 40 Principales...) y Sogecable,[30][31] del Grupo Santander Central Hispano y BBK[32] y de La Caixa Holding (La Caixa[33] Gas Natural.[34]) entre otras, en el PSOE, y de Radio Popular (COPE, Cadena 100...) a través de la Conferencia Episcopal Española, Mapfre-Caja Madrid Holding (Caja Madrid,[35] Endesa[36]) entre otras, en el PP, motivada por supuestas financiaciones o condonaciones de deudas.[37] También en España se está tratando de llevar a cabo una reforma de la Ley Orgánica 3/1987, de 2 de julio, sobre Financiación de los Partidos Políticos pero el proyecto se ha visto continuamente obstaculizado.[38][39] Existiendo sentencias condenatorias como la del Caso Pallerols.

- En Europa el poder financiero europeo y mundial y su influencia a través de la troika (FMI, BCE y Comisión Europea) habrían instaurado una oligarquía plutocrática en Europa que se habría mostrado de manera palpable durante la crisis del euro y la Gran recesión cuando se postergaría las demandas sociales, la lucha contra los paraísos fiscales, el control de la banca, la tasa Tobin y cualquier otra medida que pudiera poner límites a 'establishment' financiero en exclusivo beneficio del poder bancario.[40][41]